# Thouinia nervosa
Thouinia nervosa là một loài thực vật có hoa trong họ Bồ hòn. Loài này được (A. Rich.) Griseb. miêu tả khoa học đầu tiên năm 1860.